# La Tremblade
La Tremblade település Franciaországban, Charente-Maritime megyében. Lakosainak száma 4543 fő (2022. január 1.). La Tremblade Arvert, Les Mathes, Saint-Just-Luzac és Marennes-Hiers-Brouage községekkel határos.

## Népesség
A település népességének változása:
| Lakosok száma | 4925 | 4686 | 4623 | 4499 | 4782 | 4641 | 4336 | 4322 | 4326 | 4543 |
|               | 1968 | 1982 | 1990 | 2006 | 2013 | 2015 | 2017 | 2019 | 2020 | 2022 |